# Петър Арабаджията
Вижте пояснителната страница за други личности с името Петър Атанасов.
Петър Атанасов (Танов) Арабаджията е български националреволюционер. Брат на Иван Арабаджията.

## Биография
Петър Арабаджията е роден през 1830 г. в с. Каратопрак (дн. Черноземен), Пловдивско. Получава елементарна грамотност в селското килийно училище. Залавя се със земеделие и арабаджийство (коларо-железарство).
Семейството им има роднински връзки с Васил Левски. Знае се, че при обиколките си на юг от Балкана Апостолът нееднократно отсяда у Петър. Според разкази на негови потомци, веднага след залавянето на Васил Левски организира малка чета с намерението да го освободи. Тя се отправя за Арабаконашкия проход, през който се очаква да мине конвоят със заловения на път за София, но закъснява и не успява да осъществи намерението си.
През февруари 1876 г. Панайот Волов основава революционен комитет начело с Петър Арабаджията. През април 1876 г. е определен за представител на селото си на събранието в Оборище. Поради преждевременното избухване на въстанието в Копривщица и Панагюрище и за да не дразнят околните турски села каратопракчани не въстават и селото не пострадва от безчинствата на башибозука.
След Освобождението заедно със семейството си се преселва в с. Куруджиларе (Пъдарско), където продължава да се занимава със земеделие и арабаджийство.